# Acción de la Fuensanta
La acción de la Fuensanta fue un combate llevado a cabo el 12 de noviembre de 1810 durante la Guerra de la Independencia Española entre las tropas de Pedro Villacampa y las del general Józef Chlopicki en el Santuario de la Fuensanta de Villel.

## Antecedentes
El 13 de octubre, el general Luis Alejandro de Bassecourt ocupó Vinaroz al frente de 500 caballos y 7.000 infantes valencianos con el propósito de socorrer Tortosa, que estaba siendo asediada. El general Louis Gabriel Suchet marchó el 15 de octubre a Ulldecona con 2.500 granaderos y Bassecourt se retiró hasta Peñíscola.
La junta de Valencia, con ganas de aprovechar que Suchet estaba ocupado en el asedio de Tortosa, había reunido un cuerpo de 8.000 hombres bajo el mando de los generales Pedro Villacampa y José María de Carvajal, para hacer un movimiento de diversión hacia Zaragoza. A finales de octubre Villacampa ocupó Teruel y recibió los refuerzos del batallón de cazadores de José de Palafox y Melci.
El general Suchet ordenó al general Józef Chlopicki dirigirse a Teruel con siete batallones. Los españoles, sabedores de la aproximación de la columna de Chlopicki desde Montalbán,
se vieron obligados a abandonar la ciudad. Chlopicki llegó a Teruel la noche del 30 de octubre haciendo prisioneros a un coronel, tres oficiales y cien soldados. Carvajal había evacuado la ciudad dos horas antes con una columna de artillería, y el general Chlopicki retomó su persecución a la medianoche, capturando Albentosa al día siguiente mientras Villacampa se replegaba a Villel.
El 1 de noviembre de 1810, unos 3.000 hombres a las órdenes del general François Roguet entraban en Molina de Aragón, donde Pedro Villacampa tenía al batallón de Molina, formado por unos 600 hombres. Roguet quemó la villa, que había sido abandonada y en la que encontraron talleres con numerosas armas inacabadas. Creyendo que los guerrilleros, en colaboración con las fuerzas del País Vasco y Navarra se refugiaban en las montañas de la provincia de Soria, se dirigió contra ellos.

## La batalla
El 11 de noviembre de 1810 el general Chlopicki dio la señal de ataque bajo el fuego enemigo. Los españoles estaban comandados por Pedro Villacampa y fuertemente dispuestos alrededor del Santuario de la Fuensanta en una zona de difícil acceso con unos 3.000 hombres. Contaba Villacampa con la mayor parte de su división y los 400 hombres del batallón de cazadores de José de Palafox y Melci.
Un batallón de granaderos del Vístula y dos batallones del 121.er regimiento de infantería marcharon a la batalla mientras que el coronel Kosinowski, con el 1.er regimiento de fusileros se dirigía a los flancos. Una columna española llegó a amenazar a la izquierda del general Chlopicki, que reaccionó inmediatamente rechazándola.
El coronel Mileto, herido dos veces, se precipitó al mando del 121 sobre el enemigo y el comandante del batallón Fondeleski hizo lo mismo en el flanco derecho, de forma que las posiciones de los españoles fueron reducidas y eliminadas una por una. Después de dos horas de sangrientos combates, los españoles, rotos en todos los puntos, huyeron en desorden en dirección al puente de Libros, que se rompió bajo el peso de los fugitivos.

## Consecuencias
Finalmente, los españoles se retiraron habiendo sufrido 21 muertos y 94 heridos y los franceses saquearon el santuario. La fatiga de los franceses hizo parar la persecución, que al día siguiente empezó en El Cuervo, pero la dispersión era tan completa que la mayoría de los oficiales españoles que fueron hechos prisioneros habían sido abandonados por sus soldados, que se dirigieron a Castilla.